# Fontaine Bouchardon
La fontaine Bouchardon est une fontaine située à Chaumont dans le département de la Haute-Marne en région Grand Est.

## Historique
La fontaine Bouchardon est inscrite au titre des monuments historiques par arrêté du 13 juillet 1926.